# چکاوک اسکلیتر
چکاوک اسکلیتر (نام علمی: Spizocorys sclateri) نام یک گونه از سرده چکاوک‌های زنگی است.